# David Lean (Leichtathlet)
David Lean (David Francis Lean; * 22. August 1935 in Launceston) ist ein ehemaliger australischer Hürdenläufer und Sprinter.
Bei den British Empire and Commonwealth Games 1954 in Vancouver gewann er Gold im 440-Yards-Hürdenlauf und jeweils Bronze in der 4-mal-110- und 4-mal-440-Yards-Staffel.
1956 wurde er bei den Olympischen Spielen in Melbourne Fünfter im 400-Meter-Hürdenlauf. In der 4-mal-400-Meter-Staffel holte er mit der australischen Mannschaft in der Besetzung Leon Gregory, Lean, Graham Gipson und Kevan Gosper die Silbermedaille.
Bei den British Empire and Commonwealth Games 1958 in Cardiff errang er Silber über 440 Yards Hürden.
1954 wurde er nationaler Meister über 440 Yards Hürden.